# Bukit Batok
Bukit Batok – naziemna stacja Mass Rapid Transit (MRT) w Singapurze, która jest częścią North South Line. Przez sześć lat była częścią Branch Line, do czasu otwarcia rozbudowanej linii do Woodlands.
Stacja służy głównie mieszkańcom dzielnicy Bukit Batok.